# Стихеевые

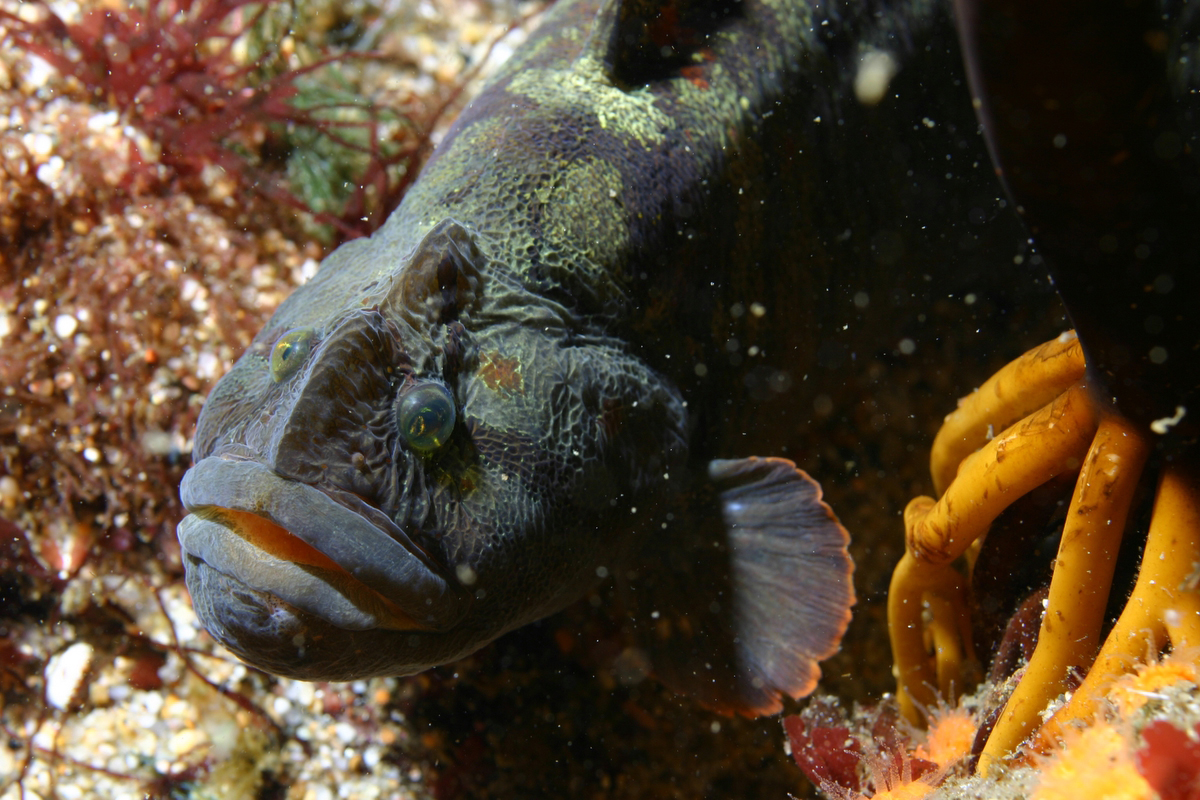
Cebidichthys violaceus

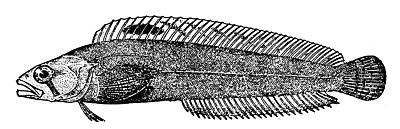
Ulvaria subbifurcata

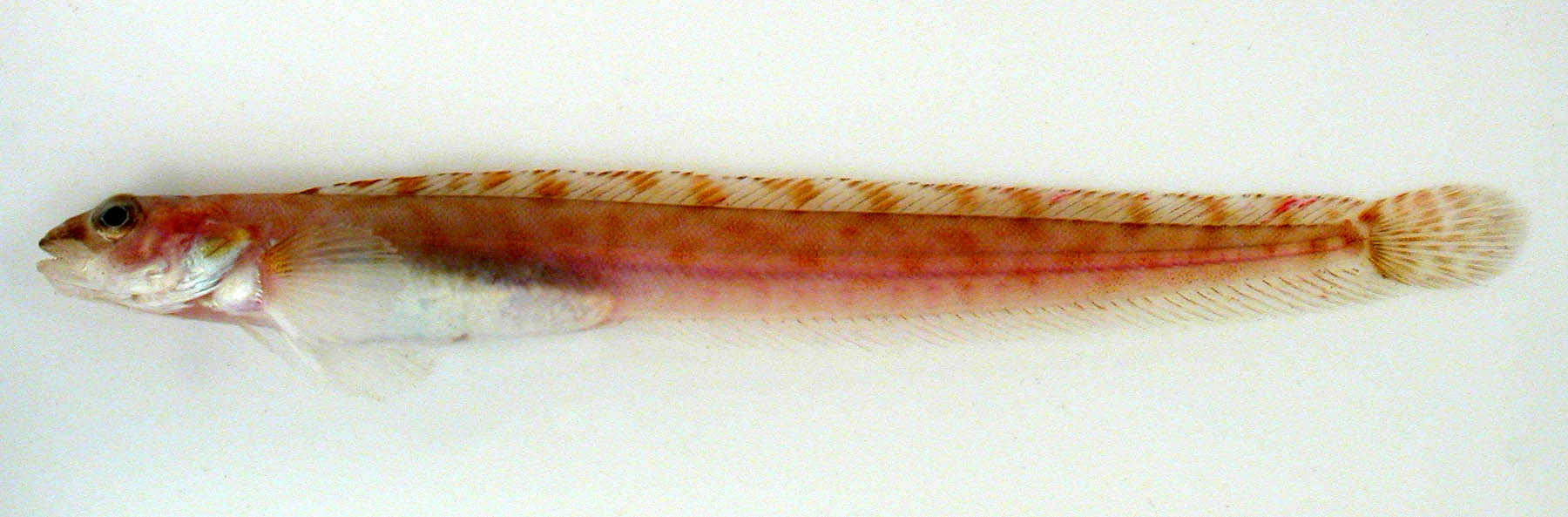
Anisarchus medius

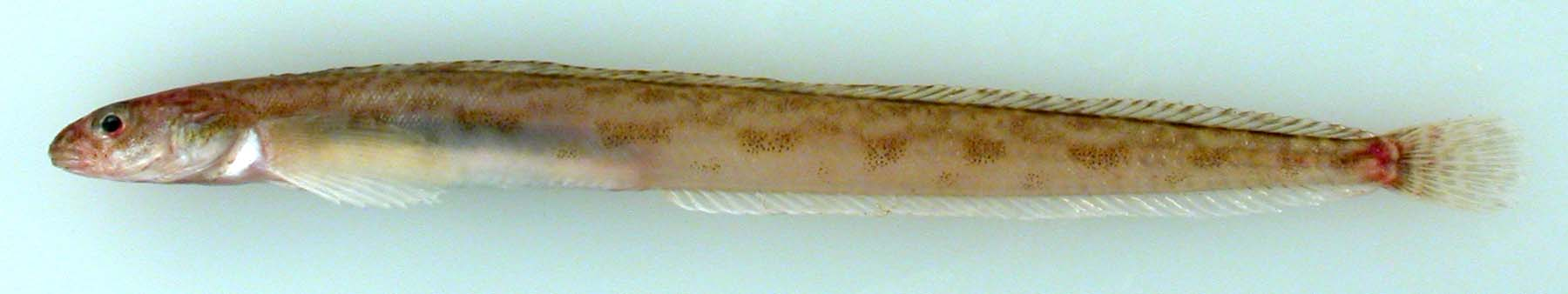
Lumpenus fabricii

Стихеевые (лат. Stichaeidae) — семейство лучепёрых рыб из отряда скорпенообразных.

## Описание
Морские рыбы, встречаются в северной части Тихого океана, несколько видов также и в северной части Атлантического океана, от приливной зоны до глубины 250 м. Имеют удлинённое тело с длинными спинным и анальным плавниками. Лучи спинного плавника, как правило, все или большинство колючие (0—82 мягких луча и 22—127 колючих лучей). Грудной плавник от маленького до большого, а брюшной плавник и боковая линия могут отсутствовать. Некоторые виды имеют на голове кожистые придатки и виде гребня и мочек.

## Систематика
Семейство было выделено в 1864 году американским ихтиологом Теодором Гиллом. Около 37 родов и 76 видов, 6 подсемейств. Некоторые авторы включают подсемейство Neozoarcinae и род Neozoarces в семейство Бельдюговые.
- Род Acantholumpenus Makushok, 1958
- Род Alectrias Jordan & Evermann, 1898
- Род Alectridium Gilbert & Burke, 1912
- Род Anisarchus Gill, 1864
- Род Anoplarchus Gill, 1861
- Род Askoldia Pavlenko, 1910
- Род Azygopterus Andriashev & Makushok, 1955
- Род Bryozoichthys Whitley, 1931
- Род Cebidichthys Ayres, 1855
- Род Chirolophis Swainson, 1839
- Род Dictyosoma Temminck & Schlegel, 1845
- Род Ernogrammus Jordan & Evermann, 1898
- Род Esselenichthys Anderson, 2003
- Род Eulophias Smith, 1902
- Род Eumesogrammus Gill, 1864
- Род Gymnoclinus Gilbert & Burke, 1912
- Род Kasatkia Soldatov & Pavlenko, 1916
- Род Leptoclinus Gill, 1861
- Род Leptostichaeus Miki, 1985
- Род Lumpenella Hubbs, 1927
- Род Lumpenopsis Soldatov, 1916
- Род Lumpenus Reinhardt, 1836
- Род Neolumpenus Miki, Kanamaru & Amaoka, 1987
- Род Neozoarces Steindachner, 1880[6]
- Род Opisthocentrus Kner, 1868
- Род Pholidapus Bean & Bean, 1897
- Род Phytichthys Hubbs in Jordan, 1923
- Род Plagiogrammus Bean, 1894
- Род Plectobranchus Gilbert, 1890
- Род Poroclinus Bean, 1890
- Род Pseudalectrias Lindberg, 1938
- Род Soldatovia Taranetz, 1937
- Род Stichaeopsis Kner in Steindachner & Kner, 1870
- Род Stichaeus Reinhardt, 1836
- Род Ulvaria Jordan & Evermann, 1896
- Род Xiphister Jordan, 1880
- Род Zoarchias Jordan & Snyder, 1902